# Forças Populares de Defesa

Emblema das Forças de Defesa Popular

As Forças Populares de Defesa ou Forças de Defesa Popular (em inglês:  Popular Defence Forces, PDF; em árabe: قوات الدفاع الشعبي, translit. Qūwāt al-Difāʻ al-Shaʻbī) são uma força paramilitar sudanesa. A formulação da política de 'Defesa Popular' no Sudão remonta a 1985, após um ataque à aldeia de al-Gardud, no estado do Cordofão, em julho de 1985. Na sequência do ataque, uma delegação governamental à área, liderada pelo Ministro da Defesa, major-general Burma Fadlallah Nasir, foi apresentada a uma escolha pelos líderes da administração local: ou forneceriam segurança às comunidades árabes baggaras do Darfur do Sul e do Cordofão do Sul, ou estas comunidades solicitariam tais garantias ao Exército Popular de Libertação do Sudão (ELPS) e juntar-se-iam de facto à rebelião. Incapaz de redistribuir os militares desmoralizados e sobrecarregados do Sul, a delegação tomou a decisão – sem a autorização da Assembleia Constituinte nacional – de armar os baggaras. Caminhões de munições e armas leves, principalmente AK-47 e rifles G3, foram distribuídos diretamente aos membros das tribos aliadas, especificamente os Rizeigat e os Misseriya Humr, através de estruturas administrativas e líderes nativos.

## História
Em 1989, as "Forças Populares de Defesa" foram estabelecidas oficialmente ao abrigo da Lei das Forças de Defesa Populares de 1989, também fazia parte das Forças Armadas Sudanesas.
Em 2004, a Divisão Federal de Pesquisa da Biblioteca do Congresso estimou que as Forças Populares de Defesa consistiam em 10.000 membros ativos, com 85.000 reservas. Foi implantada ao lado de unidades regulares do exército contra vários grupos rebeldes.
Em 2020, circulavam rumores de que as Forças Armadas Sudanesas haviam absorvido as Forças Populares de Defesa. No entanto, as Forças Armadas afirmaram que as Forças Populares de Defesa foram dissolvidas e a sua sede apreendida. Durante a Guerra Civil do Sudão de 2023, as Forças Populares de Defesa reorganizadas sob o comando de Kafi Tayara lutavam ao lado do Exército no Cordofão do Sul contra o Movimento Popular de Libertação do Sudão - Setor Norte e as Forças de Apoio Rápido.

## Organização
A força tinha ligações estreitas com a Frente Islâmica Nacional associada ao ex-presidente Omar al-Bashir. Foi originalmente formada como uma milícia islamista dedicada. Em 2015, as Forças Populares de Defesa operavam em grande parte como uma força de reserva para as Forças Armadas Sudanesas. Após a sua fundação em 1989, várias milícias tribais em todo o Sudão foram integradas nas Forças Populares de Defesa, incluindo os murahiliin da tribo Messiria, os fursan da tribo Rizeigat e o Exército da Paz dos Fertit. Continuou a absorver mais milícias ao longo da sua existência, como a milícia étnica Hawazma que lutou ao lado das Forças Armadas do Sudão durante o conflito sudanês no Cordofão do Sul e no Nilo Azul.

## Nota
- Este artigo foi inicialmente traduzido, total ou parcialmente, do artigo da Wikipédia em inglês cujo título é «Popular Defence Forces».